# Port lotniczy Sultan Aji Muhammad Sulaiman
Port lotniczy Sultan Aji Muhammad Sulaiman (IATA: BPN, ICAO: WALL) – międzynarodowy port lotniczy położony 4,5 km na wschód od Balikpapan, w prowincji Borneo Wschodnie, na wyspie Borneo, w Indonezji. Lotnisko rozpoczęło nową fazę operacyjną w 1997, kiedy wybudowano nowy pas startowy, zastępując stary w tym samym miejscu.